# Hubert Beuve-Méry
Hubert Beuve-Méry (París, 5 de gener de 1902 - Fontainebleau, 6 d'agost de 1989) fou un periodista i editor francès. Abans de la segona guerra mundial, es va associar amb causes dretanes i va col·laborar amb el govern de Vichy fins a desembre de 1942, quan es va unir a la Resistència. El 1944 va fundar Le Monde a instàncies de Charles de Gaulle. Després de l'alliberament de França, Beuve-Méry va construir Le Monde utilitzant les oficines, impremptes, capçalera i els treballadors de Le Temps que no havien col·laborat amb els alemanys. Es va retirar a la direcció editorial el 1969, però va mantenir una oficina a l'edifici de Le Monde fins a la seva mort als 87 anys el 6 d'agost de 1989 a la seva casa de Fontainebleau, prop de París. El 2000 va ser nomenat Heroi mundial de la llibertat de premsa per l'Institut Internacional de Premsa.

## Obra publicada
- Réflexions politiques 1932-1952
- Le Suicide de la IVe République
- Onze Ans de règne